# Thierry De Neef
Pour les articles homonymes, voir Albert.
Thierry Albert De Neef, né le 27 octobre 1966 à Paris, est un footballeur français. Il évoluait au poste de milieu de terrain. Reconverti comme entraîneur, il coache le CSC Cayenne, avant de devenir sélectionneur de l'équipe de Guyane entre 2018 et 2022.

## Biographie
Formé à Créteil, Thierry joue son premier match en Ligue 1 le 28 juillet 1994 lors du match Bordeaux - Nice (1-0). Il inscrit son premier but en Division 1 le 2 août 1994 lors d'une rencontre face à Sochaux.
Avec le club de la Côte d'Azur il remporte la Coupe de France en 1997, qui est la dernière à se jouer dans l'enceinte du Parc des Princes. Lors de cette compétition, il joue un rôle clé, puisqu'il inscrit un but face à l'équipe de Laval en demi-finale, ce qui propulse le club niçois en finale.
Au total, il joue 194 matchs en Ligue 1 (6 buts), 158 en Ligue 2 (7 buts), et 59 en National (4 buts).
Entraîneur du CSC Cayenne pendant sept ans (de 2006 à 2013), il est nommé sélectionneur de la Guyane le 18 avril 2018. Il est remplacé début 2022 par Jean-Claude Darcheville, sur fond de désaccord sur le fonctionnement interne.

## Carrière
- 1986-1990 :  US Créteil-Lusitanos (D2 & D3)
- 1990-1992 :  RC Fontainebleau (D4)
- 1992-1994 :  CS Sedan-Ardennes (D2)
- 1994-1997 :  OGC Nice (D1)
- 1997-2002 :  Le Havre AC (D1 & D2)
- 2002-2003 :  Olympique Alès (Nat.)
- 2003-2004 :  Tours FC (Nat.)
- 2004-2006 :  Rapid de Menton (DH)[4]

## Palmarès
- Vainqueur de la Coupe de France en 1997 avec l'OGC Nice

## Distinction
- Meilleur buteur de la coupe de France 1996-1997 (3 buts)